# Breezin’ Along with the Breeze
Breezin’ Along with the Breeze ist ein Popsong, den Haven Gillespie (Musik), Seymour Sinons und Richard A. Whiting (Text) verfassten und 1926 veröffentlichten.

## Hintergrund
In dem Songtext bekennt ein Sänger, dass er seit seiner Kindheit ein Herumtreiber ist, weil ihn niemand lieb gehabt oder sich um ihn gekümmert hat. Inzwischen werde er auch von niemandem vermisst; keiner wundere sich darüber, wer er ist. Er sei daher wie ein Vogel, der dorthin fliege, wohin es ihm passe, ob mit Zug oder mit dem Schiff. Der Refrain beginnt mit der Titelphrase: I'm just breezin’ along with the breeze. Die ersten Liedzeilen lauten:
| I have been a rover since I was a child No one to love or care for me Knocked around all over, kinda grew up wild My home’s wherever I may be Ain't no someone yearnin', wonderin’ where I be I'm gone, but no one’s missin’ me Ain't no light a-burnin’ ev'ry night for me I'm like a bird that’s flyin’ free | I'm just breezin’ along with the breeze Trailin’ the rails, roamin’ the seas Like the birdies that sing in the trees Pleasin’ to live, livin’ to please The sky is the only roof I have over my head And when I'm weary, Mother Nature makes me a bed I'm just goin’ along as I please Breezin’ along with the breeze |

Der Song gehörte neben Honey [1929] und That Lucky Old Sun (1949) zu Haven Gillespies drei Nummer-eins-Hits in den vereinigten Staaten.

## Erste Aufnahmen und spätere Coverversionen
Mit dem Song erfolgreich 1926 in den US-Charts vertreten war Johnny Marvin, der den Song am 29. Juni 1926 einspielte (Columbia 699-D) und am 9. Oktober 1926 auf Position der US-Charts gelangte; Breezin’ Along with the Breeze war außerdem Fred Warings Erkennungsmelodie in seinem Radioprogramm, das in den 1930er-Jahren ausgestrahlt wurde. 1938 hatte die Western-Swing-Band The Hoosier Hot Shots großen Erfolg mit dem Song. Zu den Musikern, die den Song ab 1926 coverten, gehörten The Revelers (Victor 20140), Evelyn Preer (Banner), die California Ramblers (Pathé), The Arkansas/Arkansaw Travelers (eine Studioformation um San Lanin, u. a. mit Miff Mole und Arthur Schutt, Okeh), Abe Lyman (Brunswick), die Adrian Schubert Missouri Jazz Band (mit dem Sänger Irving Kaufman) und die Seattle Harmony Kings (Victor).
Der Diskograf Tom Lord listet im Bereich des Jazz insgesamt 59 (Stand 2016) Coverversionen, u. a. von Claude Thornhill, Matty Matlock, Kai Winding, Johnny Guarnieri, Kenny Ball, Paul Weston, Eddie Heywood, Jackie Gleason, Joan Regan, Sue Raney/Page Cavanaugh, Kay Starr, Si Zentner, Charlie Shavers, Mel Tormé, Earl Hines, Yank Lawson, Alex Welsh und Susannah McCorkle. Verwendung fand Breezin’ Along with the Breeze, der auch bei Dixielandbands beliebt ist, in den Musikfilmen Shine on You Harvest Moon (1944, Regie David Butler), The Jazz Singer (1953, Regie Michael Curtiz) und he Helen Morgan Story (1953), ferner in The Long, Long Trailer (1954, Regie Vincente Minnelli, mit Lucille Ball und Desi Arnaz), The Violent Road (1958, Regie Howard W. Koch) und Alice (1990). Der Song wurde auch von Josephine Baker, The Smoothies (1939), The Merry Macs (1940), Nat King Cole, Perry Como, Margaret Whiting (1951) und Eddie Fisher (1961; Viking VS-67) gecovert.